# Iván Moreno y Fabianesi
Iván Diego Moreno y Fabianesi est un footballeur ayant la double nationalité espagnole et argentine, né le 4 juin 1979 à Badajoz. Il joue au poste de milieu de terrain.
Il est surnommé « El Torero » par manière de célébrer les buts en émulant les caractéristiques de l'activité de son pays natal et il est aussi surnommé « El Gallego » et « El Gaita ».

## Biographie
Né en Espagne à Badajoz, il est le fils d'un père espagnol et d'une mère argentine et est le troisième enfant de ses parents. Moreno a vécu dans les deux pays après de multiples déménagements mais a en réalité vécu la plupart de sa vie en Argentine. 
Il commence à jouer en Primera Division Argentina en 1998 pour le Rosario Central, mais étant donné les problèmes économiques du club, il fut rapidement vendu à l'étranger, plus précisément à Villarreal CF, dans son pays natal, en 2001. Dans son nouveau club, il a joué pour le CD Onda, alors une filiale de l'équipe jaune, mais n'a joué aucun match avec l'équipe première. Après son passage en Espagne, il rejoint le FC Porto au Portugal, mais résilie son contrat au bout de seulement un mois.
En 2002, il retourne en Argentine pour jouer pour le CA Banfield, et après un an, il s'installe au Colón de Santa Fe. Le club de Santa Fe exécute des performances très remarquables, mais un conflit avec ce dernier force le joueur de quitter l'institution pour rejoindre le CA Morelia au Mexique en 2006. Après 6 mois, elle revient en Argentine pour jouer à Vélez Sarsfield.
Après des problèmes techniques avec Vélez Sarsfield, Ricardo La Volpe  quitte le club, où il a remarquablement réussi à obtenir l'affection des supporters. Ils ont disputé les championnats locaux et atteints la finale de la Copa Sudamericana en 2008. Il faisait partie de l'équipe en séries éliminatoires qui a remporté la Copa Libertadores 2009.
En février 2009, il est retourné au club où il a commencé sa carrière, le Rosario Central, pendant six mois, pour ensuite quitter le club pour la Grèce.

## Carrière
- 1998-2001 :  CA Rosario Central
- 2001-2002 :  Villarreal CF
- 2002-2002 :  FC Porto
- 2002-2003 :  CA Banfield
- 2003-2005 :  Club Atlético Colón
- 2006-2006 :  Monarcas Morelia
- 2006-2007 :  Vélez Sarsfield
- 2007-2008 :  Estudiantes de La Plata
- 2009-2009 :  CA Rosario Central
- 2009-2010 :  Skoda Xanthi
- 2010- :  Club Atlético Colón[1]